# صدرآباد (سرخس)
صدرآباد از روستاهای توابع دهستان پل خاتون، بخش مرزداران در شهرستان سرخس استان خراسان رضوی است؛ و در جنوب شهر سرخس و در حاشیه رودخانه تجن قرار دارد.

## تاریخچه
صدرآباد که به آن صدر آباد رستاق هم می‌گویند، یکی از روستاهای شهرستان صدوق از استان یزد می‌باشد که در حال حاضر مرکز دهستان رستاق است. این روستا دارای یک دبیرستان پسرانه است که دانش آموزان روستاهای مجاور تابعه دهستان رستاق را نیز پذیرا می‌باشد. نام سابق این روستا علی‌آباد صدری بوده‌است. از اماکن تاریخی آن می‌توان به مسجد جامع و خانه‌های سنتی ساخته شده از گل با سقف‌های دوری و بخش‌های زمستانه و تابستانه اشاره کرد. این روستا در زمان قدیم دارای قنات پرآبی بوده که باعٍث جذب افراد از شهر یزد و سایر مراکز شده‌است.

## مردمشناسی
ساکنین این روستا سیستانی و بلوچ هستند شغل این مردم کشاورزی دیم و دامداری می‌باشد. بر اساس سرشماری سال ۱۳۸۵ جمعیت آن ۹۰ خانوار و ۴۷۷ نفر
است.